# さわやかウインドー
さわやかウインドーはNHK BShi→NHK BSプレミアムで放送されているフィラー番組である。『映像散歩』と同一の扱いである。

## 概要
1997年10月、アナログ衛星ハイビジョンで放送開始。各地の風景や名所をナレーションなしの音楽のみで構成。放送開始から20年以上経つ現在も1990年代の制作回も放送されている。

## 主な放送
- あ
  - ～赤城山 新緑の頃～　2000年4月21日放送
  - ～阿寒(あかん)国立公園 色づく秋～　2000年11月9日放送
  - ～秋色 箱根路～
  - ～阿里山森林鐡路をゆく～
  - ～淡路 島めぐり～　1998年7月14日放送
  - ～生駒山めぐり～
  - ～異人館の街　神戸～　2000年4月14日放送
  - ～大阪・京都・奈良 桜めぐり～　2000年5月29日放送
  - ～大阪 橋のある風景～
  - 〜奥土佐紀行〜　1998年7月16日放送
  - ～沖縄・座間味 島の風景～
  - 〜沖縄 サンゴ礁〜
  - ～小鹿田(おんた)焼きの里 日田皿山(ひたさらやま)～
- か
  - ～かずら橋の里 祖谷～　1997年11月11日放送
  - ～上高地 冬景色～　1998年1月26日放送
  - ～鎌倉散歩～　1998年6月8日放送
  - ～ガラスタウン新宿～　1998年6月11日放送
  - ～紀州 熊野の夏～　1998年7月31日放送
  - ～紀州の海 百景～
  - ～鬼怒川上流 新緑と清流～
  - ～京都 嵯峨野路～　1997年12月11日放送
  - ～京都 桜一色～　2000年4月4日放送
  - ～京都西山 もみじの小径(こみち)～　1997年12月17日放送
  - 近代化遺産～碓氷峠 廃線を行く～　1998年10月28日放送
  - ～幻想 白川郷～
  - ～甲州(勝沼) ワインの薫る里～　1998年10月5日放送
  - 〜こけむす森 奈良県大台が原〜　2000年7月24日放送
- さ
  - ～埼玉 荒川源流郷～　1997年10月16日放送
  - ～埼玉 史跡散歩～　1998年12月7日放送
  - 〜埼玉 秩父巡礼路〜　1997年10月13日放送
  - ～坂の町 尾道～　1998年4月10日放送
  - ～山陰海岸 夏点描～
  - ～椎葉村 ひえつき節の里～　1997年12月5日放送
  - 〜潮騒 三浦半島〜
  - ～絞り染めの町 有松(ありまつ)～
  - ～島根半島縦断の旅～
  - ～車窓の風景 江ノ電～　1998年7月13日放送
  - ～初夏 伊豆半島紀行～
  - ～初夏 旧別子銅山～
  - 〜初夏の大沼 湖畔の風景〜　1998年8月4日放送
  - ～初夏 三方五湖～
  - ～清流が育んだ町 岐阜～
  - ～世界遺産 屋久島の自然～　1998年4月6日放送
  - ～瀬戸内の春～　1998年4月13日放送
- た
  - ～台湾 蘇花公路を行く～
  - ～竹富島～ 水牛車に揺られて
  - ～梅雨を彩る～
  - ～東京下町散策～　1998年11月27日放送
  - ～東京のオアシス 武蔵野～　1998年11月26日放送
  - ～十勝 厳冬の風景～
  - ～飛島 初夏の風景～　1998年6月23日放送
- な
  - ～夏・知床～　2000年7月26日放送
  - ～夏山紀行 中央アルプス～　2000年9月4日放送
- は
  - ～白山麓（ろく）夏紀行～
  - 〜函館 異国紀行〜　1998年7月17日放送
  - ～花開く桃源郷 甲府盆地～
  - ～春の道草 石神井公園～
  - ～晩秋 越前海岸～
  - ～晩秋の椎葉村～　1997年11月25日放送
  - ～蒜山(ひるぜん)高原 緑と水を訪ねて～
  - ～富士山点描～
  - 〜富士山麓（ろく） 三十六景～
  - ～富士のある風景～
  - ～冬景色 南八ヶ岳～
  - ～冬の木曽路 妻籠宿～　1999年1月25日放送

- - ～ふれあいの森 狭山丘陵～
  - 〜伯耆富士 大山〜
  - 〜北海道 大雪山晩秋〜　1997年10月9日放送
  - 〜北海道 天売島・焼尻島の短い夏〜
  - ～北海道美瑛 彩の丘秋深く～
- ま
  - ～水の町 大分県 竹田～
- や
  - ～夜光きらめく街　函館～
  - ～柳川 どんこ舟～　1997年11月18日放送
  - ～優駿の里 日高～
  - ～雪国 越後湯沢～　1999年2月22日放送
  - ～雪の大地 十勝平野～
- ら
  - ～歴史と文化の薫る街 小樽～
  - 〜歴史を語る水郷の町 滋賀・近江八幡〜
- わ
  - ～わたらせ渓谷鐵道の旅～

## 放送内容
| 放送日        | 内容                                    |  |  |
| ------------- | --------------------------------------- |  |  |
| 1997年10月6日 | 茨城慕情                                |  |  |
| 10月7日       | ＳＬやまぐち号の旅                      |  |  |
| 10月8日       | 八ヶ岳・清らかな水の流れ 大阪・水辺散歩 |  |  |
| 10月9日       | 北海道・大雪山晩秋、茨城散策            |  |  |
| 10月13日      | ＳＬの旅・津和野、埼玉・秩父巡礼路      |  |  |
| 10月14日      | 八ヶ岳 馬上散歩、大阪 なにわ探訪        |  |  |